# Baudreville (Mancha)
Baudreville foi uma comuna francesa na região administrativa da Normandia, no departamento Mancha. Estendia-se por uma área de 4,59 km². Em 2010 a comuna tinha 82 habitantes (densidade: 17,9 hab./km²).
Em 1 de janeiro de 2016, passou a formar parte da nova comuna de La Haye.